# John Davidson (attore 1886)
John Davidson, conosciuto anche come J.W. Davidson o Jack Davidson (New York, 25 dicembre 1886 – Los Angeles, 16 gennaio 1968), è stato un attore statunitense.
Iniziò la sua carriera a teatro nel 1911. Passò quindi, nel 1915, al cinema, dove diventò un apprezzato caratterista in ruoli di villain. Nei tardi anni trenta, fu molto attivo nei serial cinematografici della Republic.

## Filmografia
- The Alien, regia di Reginald Barker e Thomas H. Ince (1915)
- A Piece of Amber, regia di Charles Swickard - cortometraggio (1915)
- The Secret of Lost River, regia di Jay Hunt - cortometraggio (1915)
- Hearts and Swords, regia di Jay Hunt (1915)
- The Ruse, regia di William H. Clifford e William S. Hart - cortometraggio (1915)
- The Wonderful Adventure, regia di Frederick A. Thomson (1915)
- The Green Cloak, regia di Walter Edwin (1915)
- The Sentimental Lady, regia di Walter Edwin (1915)
- The Danger Signal, regia di Walter Edwin (1915)
- Man and His Soul, regia di John W. Noble (1916)
- The Red Mouse, regia di John W. Noble (1916)
- Pawn of Fate o The Pawn of Fate, regia di Maurice Tourneur (1916)
- The Wall Between, regia di John W. Noble (1916)
- A Million a Minute, regia di John W. Noble (1916)
- The Caravan
- Romeo and Juliet, regia di John W. Noble (1916)
- The Brand of Cowardice, regia di John W. Noble (1916)
- The Power of Decision, regia di John W. Noble (1917)
- The Beautiful Lie, regia di John W. Noble (1917)
- Fiamme sul mare (Souls Adrift), regia di Harley Knoles
- The Wild Girl, regia di Howard Estabrook (1917)
- The Awakening, regia di George Archainbaud (1917)
- Shame, regia di John W. Noble (1917)
- The Spurs of Sybil, regia di Travers Vale (1918)
- The Winning of Beatrice, regia di Harry L. Franklin (1918)
- The Grouch, regia di Oscar Apfel (1918)
- The Bluffer, regia di Travers Vale (1919)
- Carnevale di sangue (The Stronger Vow), regia di Reginald Barker (1919)
- Through the Toils, regia di Harry O. Hoyt (1919)
- Forest Rivals, regia di Harry O. Hoyt (1919)
- The Black Circle, regia di Frank Reicher (1919)
- Kid Gloves, regia di Ray Enright (1929)
- Arsenio Lupin (Arsène Lupin), regia di Jack Conway (1932)
- Il principe coraggioso (Prince Valiant), regia di Henry Hathaway (1954)